# Viaggiatore solitario
Viaggiatore solitario è un'opera a carattere autobiografico dello scrittore statunitense Jack Kerouac nella quale l'autore raccoglie gli estratti delle cronache dei suoi viaggi.

## Capitoli
- Presentazione dell'autore (Author's Preface)
- Moli della notte vagabonda (Piers of a Homeless Night)
- Fellaheen del Messico (Mexico Fellaheen)
- La terra della ferrovia (The Railroad Earth)
- Gli sciattoni del Mar della cucina (Slobs of the Kitchen Sea)
- Scene di New York (New York Scenes)
- Solo sulla cima di una montagna (Alone on a Mountain top)
- Grande viaggio in Europa (Big Trip to Europe)
- Il tramonto dell'hobo americano (The Vanishing American Hobo)

## Edizioni italiane
- Jack Kerouac, Viaggiatore solitario, traduzione di Alessandro Gebbia e Sergio Duichin, collana situazioni 38, Arcana, 1979,  pp. 167, cap. 8.
- Jack Kerouac, L'ultimo vagabondo americano, traduzione di Marta Baldocchi e Cettina Savà-Cerny, collana Piccola biblioteca Oscar n. 266, Mondadori, 2002,  p. 222, ISBN 978-88-04-49848-3.